# Almud

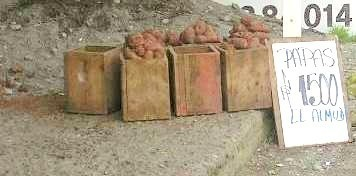
Cajones para vender papas de un almud de capacidad en Dalcahue, Chile.

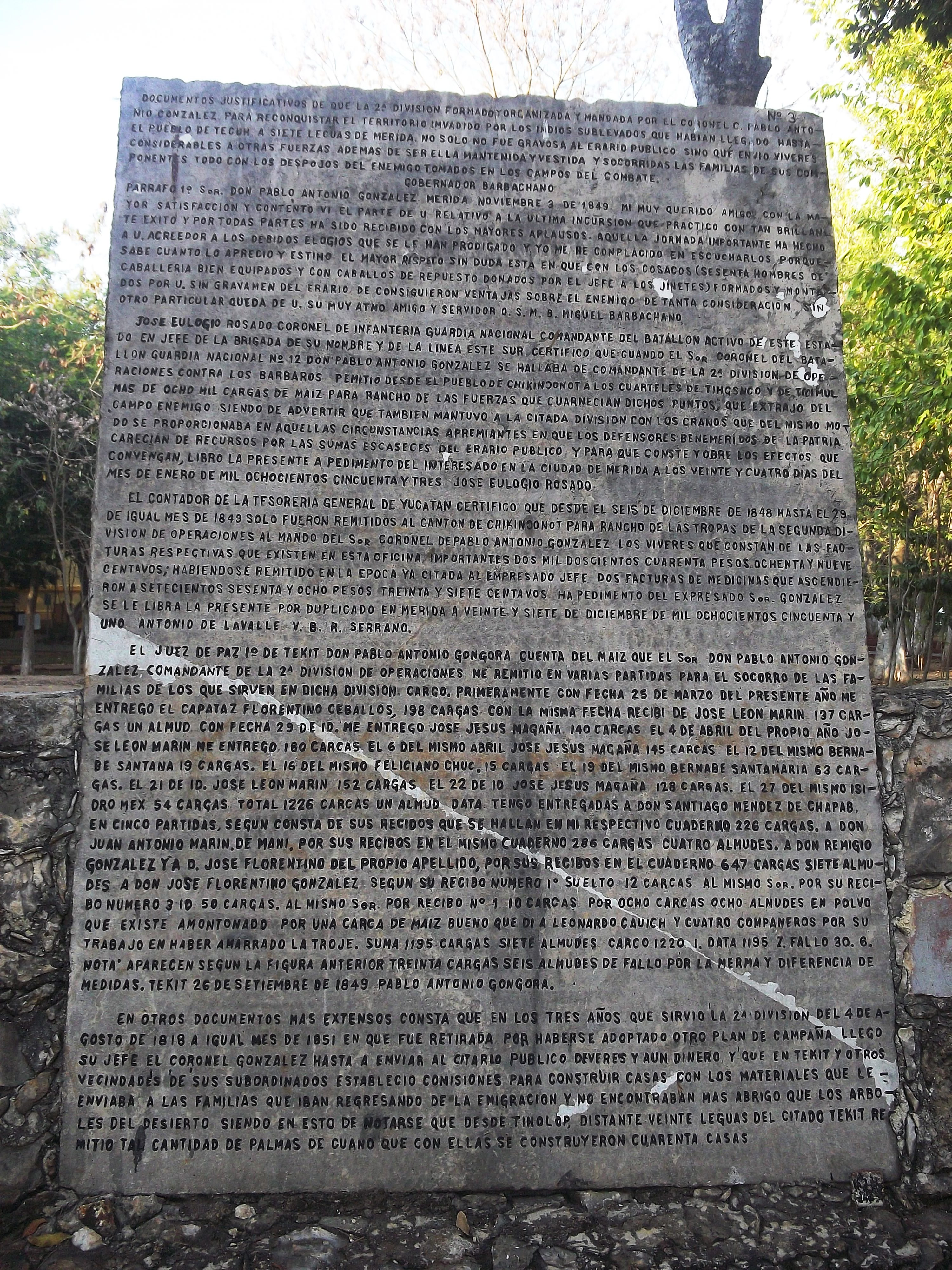
Piedra grabada que narra un episodio de la Guerra de Castas. Se mencionan cargas de maíz medidas en almudes que serían entregadas a las familias de los combatientes entre sus víveres.

El almud, del árabe hispánico almúdd, es una unidad de capacidad prácticamente en desuso, empleada principalmente para mensurar áridos y a veces líquidos; su valor variaba entre 10 y 11 decímetros cúbicos, según las épocas y las regiones. En otros tiempos se usó en España y los territorios del imperio español, pero hoy su uso se restringe a áreas rurales de México, Centroamérica, Panamá, Llanos de Chiquitos, Ecuador y Chile. Como patrón de la medida se emplean cajones que reciben el mismo nombre y a veces contienen en su interior marcas o "rayas" para medir cantidades inferiores.
El almud de tierra es una medida de superficie equivalente a la cantidad de terreno que puede sembrarse con un almud de grano.
| País           | Región                       | litros |
| -------------- | ---------------------------- | ------ |
| España         | Ibérica                      | 4.625  |
| España         | Islas Canarias en Las Palmas | 5.50   |
| Argentina      | Córdoba                      | 18.08  |
| Argentina      | Corrientes                   | 21.49  |
| Argentina      | Mendoza                      | 9.31   |
| Belice         |                              | 5.683  |
| Chile          |                              | 8.08   |
| México         |                              | 7.568  |
| Filipinas      |                              | 1.76   |
| Puerto Rico    |                              | 20     |
| Estados Unidos | Nuevo México                 | 6.76   |

## Como unidad de masa
En algunos países de Sudamérica un almud fue una unidad de masa.
| País      | Región                  | kg     |
| --------- | ----------------------- | ------ |
| Bolivia   | Tarata, Cochabamba      | 7.36   |
| Bolivia   | Arampampa, Potosí       | 4.14   |
| Bolivia   | Buena Vista, Santa Cruz | 14.72  |
| Ecuador   |                         | 12.88  |
| Venezuela |                         | 9 a 50 |